# Alberto Curamil
Alberto Curamil (nascido em 1974) é um líder indígena chileno da região de Araucanía. Ele pertence ao grupo indígena Mapuche. Ele recebeu o Prémio Ambiental Goldman em 2019 pelos seus esforços em proteger o Rio Cautín de projetos de desenvolvimento hidroelétrico.